# Monty Hall

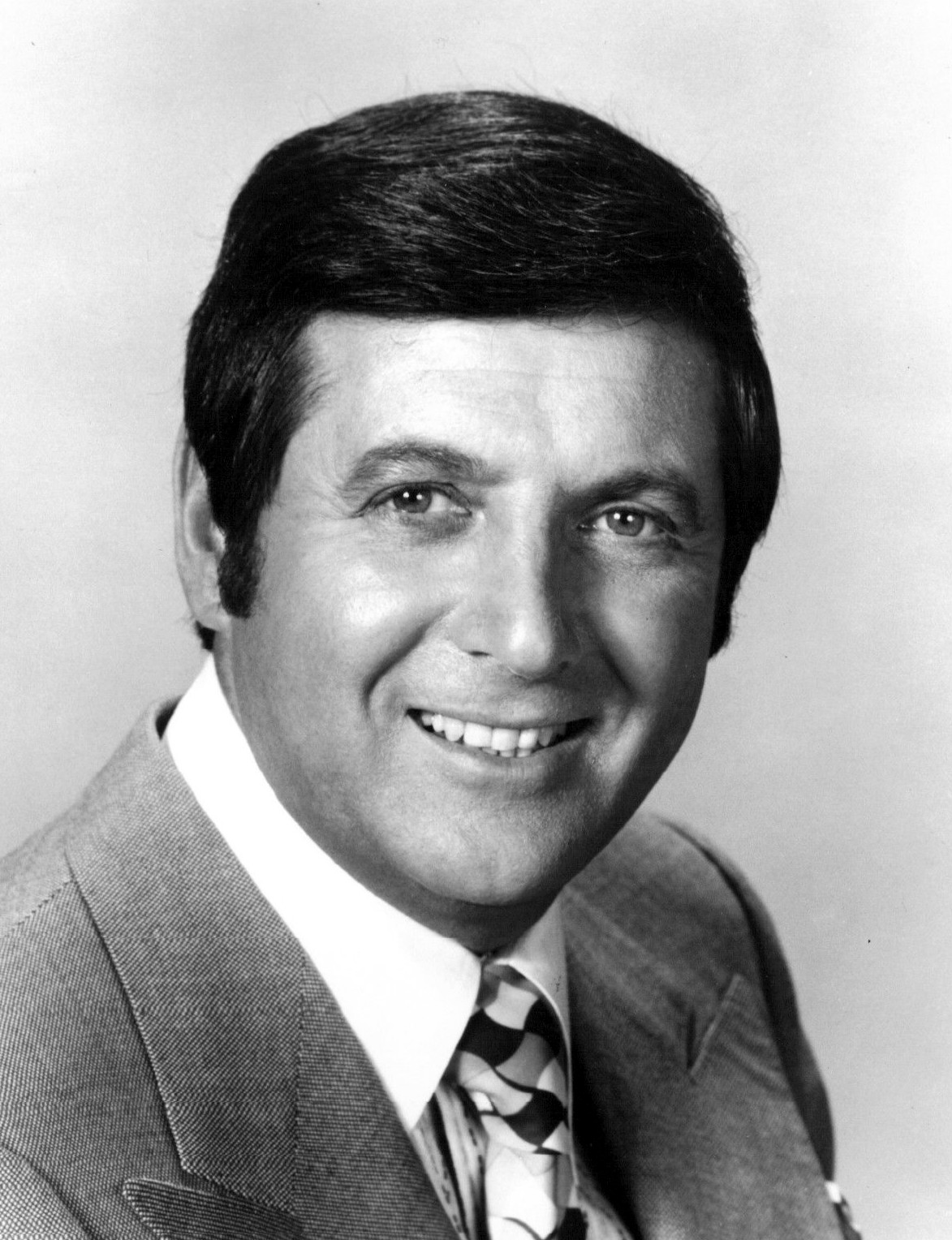
Monty Hall

Monty Hall, OC, OM (* 25. August 1921 in Winnipeg, Manitoba, als Maurice Halperin; † 30. September 2017 in Beverly Hills, Kalifornien, Vereinigte Staaten) war ein kanadischer Showmaster und Fernsehproduzent.

## Karriere
Hall studierte zunächst Chemie und Zoologie an der University of Manitoba, bevor er Anfang der 1950er Jahre mit Shows wie Bingo At Home und Strike It Rich seine Karriere als Showmaster begann.
1958 entwickelte er seine erste eigene Show namens Keep Talking. Seine nächste Show, Your First Impression, konnte er 1962 bei NBC platzieren. Während der Dreharbeiten lernte er Stefan Hatos kennen, einen der Produktionsmitarbeiter der Sendung. Mit diesem zusammen gründete er eine Produktionsfirma, und schon ihre erste gemeinsame Entwicklung, die Spielshow Let’s make a Deal (in Deutschland von Sat.1 unter dem Titel Geh aufs Ganze! produziert), wurde ein großer Erfolg. Hall trat selbst als Showmaster der Sendung auf, die zunächst zwischen 1963 und 1968 auf NBC, dann bis 1976 auf ABC ausgestrahlt wurde. Hierfür wurde er für den Emmy nominiert. Während der 1980er Jahre lief die Serie mit Unterbrechungen wieder auf NBC. Neben Geh aufs Ganze! entwickelten sie Split Second, Chain Letters, 3 For the Money sowie It’s Anybody’s Guess.
1973 erhielt Hall einen Stern auf dem Hollywood Walk of Fame und 1988 wurde er mit dem Order of Canada ausgezeichnet.
Aus einer seiner Shows ist eine Problemstellung aus der Wahrscheinlichkeitstheorie populär geworden, das sogenannte Ziegenproblem, auch Monty-Hall-Problem genannt.

## Familie
Joanna Gleason, die Tochter von Monty Hall, ist eine kanadische Schauspielerin, die beachtliche Erfolge als Darstellerin in Film und Fernsehen, vor allem aber in der Theaterszene feiern konnte.

## Trivia
In der 25. Folge der 3. Staffel der Sitcom Die wilden Siebziger hat Monty Hall einen Gastauftritt, als Donna davon träumt, bei Let’s make a Deal aufzutreten.